# يوسف سعدي
يوسف سعدي هو لاعب كرة قدم ومدرب كرة قدم جزائري في مركز الهجوم، ولد في 3 أكتوبر 1987 في تيزي وزو في الجزائر. لعب مع شبيبة القبائل.